# Monaco-Ville
Monaco-Ville (monegassisch Mu̍negu-Vila) ist der älteste und mit 975 Bewohnern (2008) der nach Einwohnern kleinste Stadtbezirk (französisch quartier) im Fürstentum Monaco. Er weist eine Fläche von 0,2 Quadratkilometern (19,65 Hektar) auf und grenzt an die monegassischen Stadtbezirke Fontvieille und La Condamine.
Monaco-Ville ist historisch eine befestigte alte Stadt, Teile der Befestigung sind noch heute sichtbar. Bis 1917 war Monaco-Ville eine separate Gemeinde (commune) innerhalb des Fürstentums und wird heute auch als Altstadt bzw. von den Einheimischen als le Rocher bezeichnet. Es liegt auf einer felsigen Halbinsel, die zwischen den beiden Häfen Monacos, Port Hercule (Stadtbezirk La Condamine) im Norden und Port de Fontvieille (Stadtbezirk Fontvieille) im Südwesten 60 Meter aus dem Mittelmeer ragt.
In Monaco-Ville befindet sich unter anderem der Fürstenpalast der Grimaldis. Der Stadtbezirk wird deshalb von sehr vielen Quellen als Hauptstadt des Fürstentums bezeichnet. Die Trennung zwischen Stadt und Staat ist jedoch rein theoretisch. Jeden Tag findet vor dem Palast um 11:55 Uhr die Wachablösung statt.
Weiterhin befindet sich dort das weltbekannte Ozeanografische Museum, das einst von Jacques-Yves Cousteau geleitet wurde, sowie die Kathedrale Notre-Dame-Immaculée und die Sankt-Martin-Gärten (Jardins Saint-Martin).

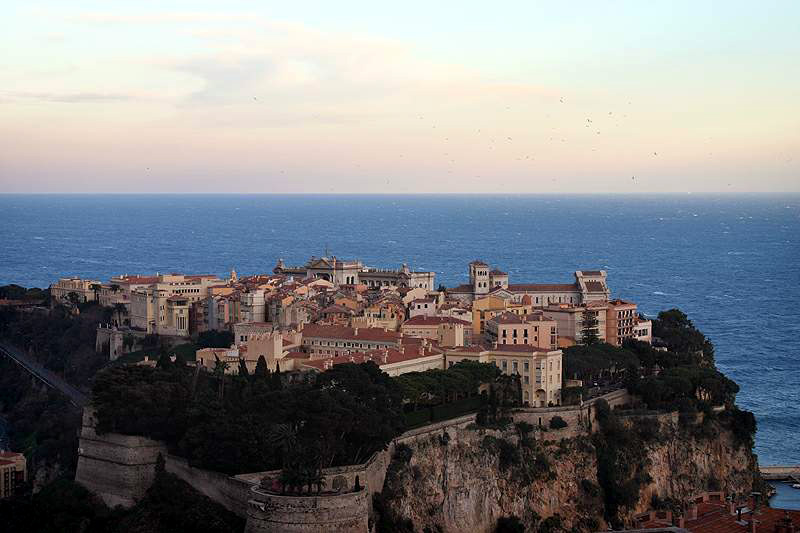
Palast auf der Halbinsel Le Rocher
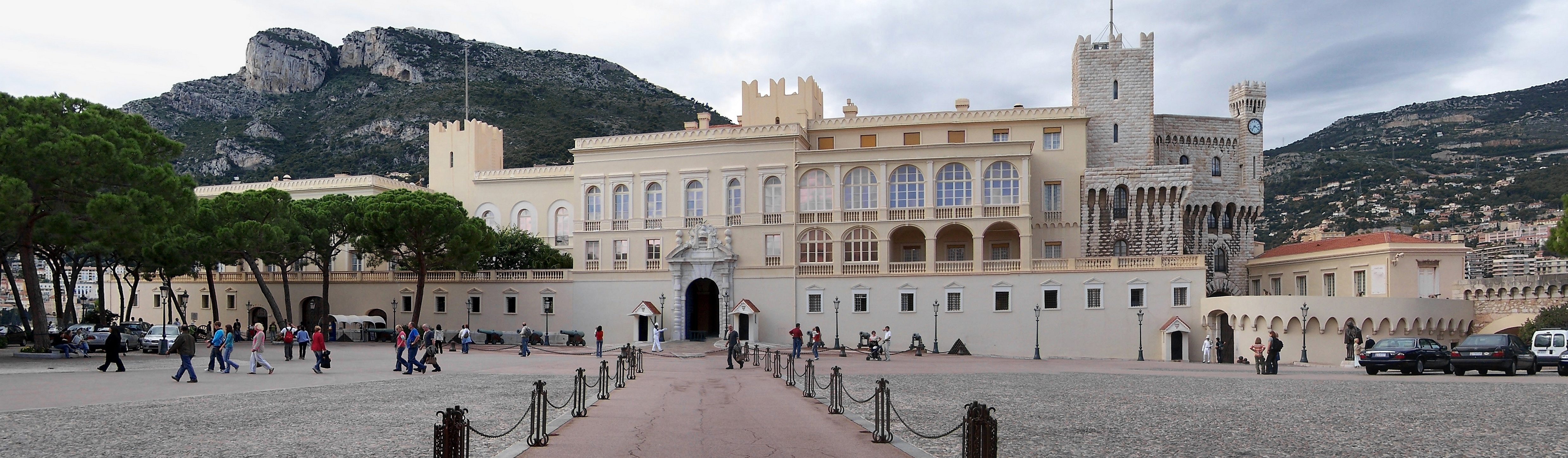
Schloss
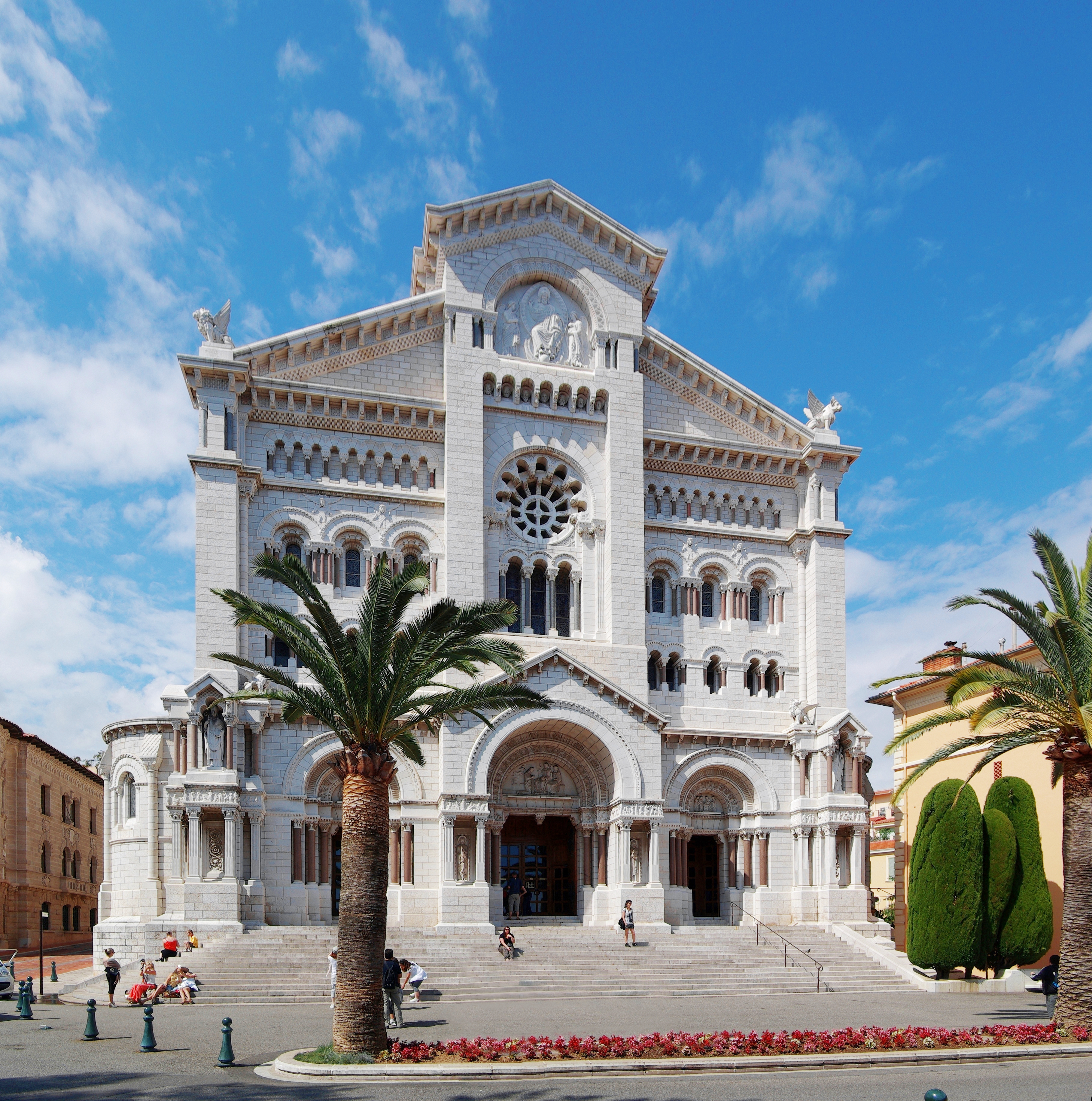
Kathedrale
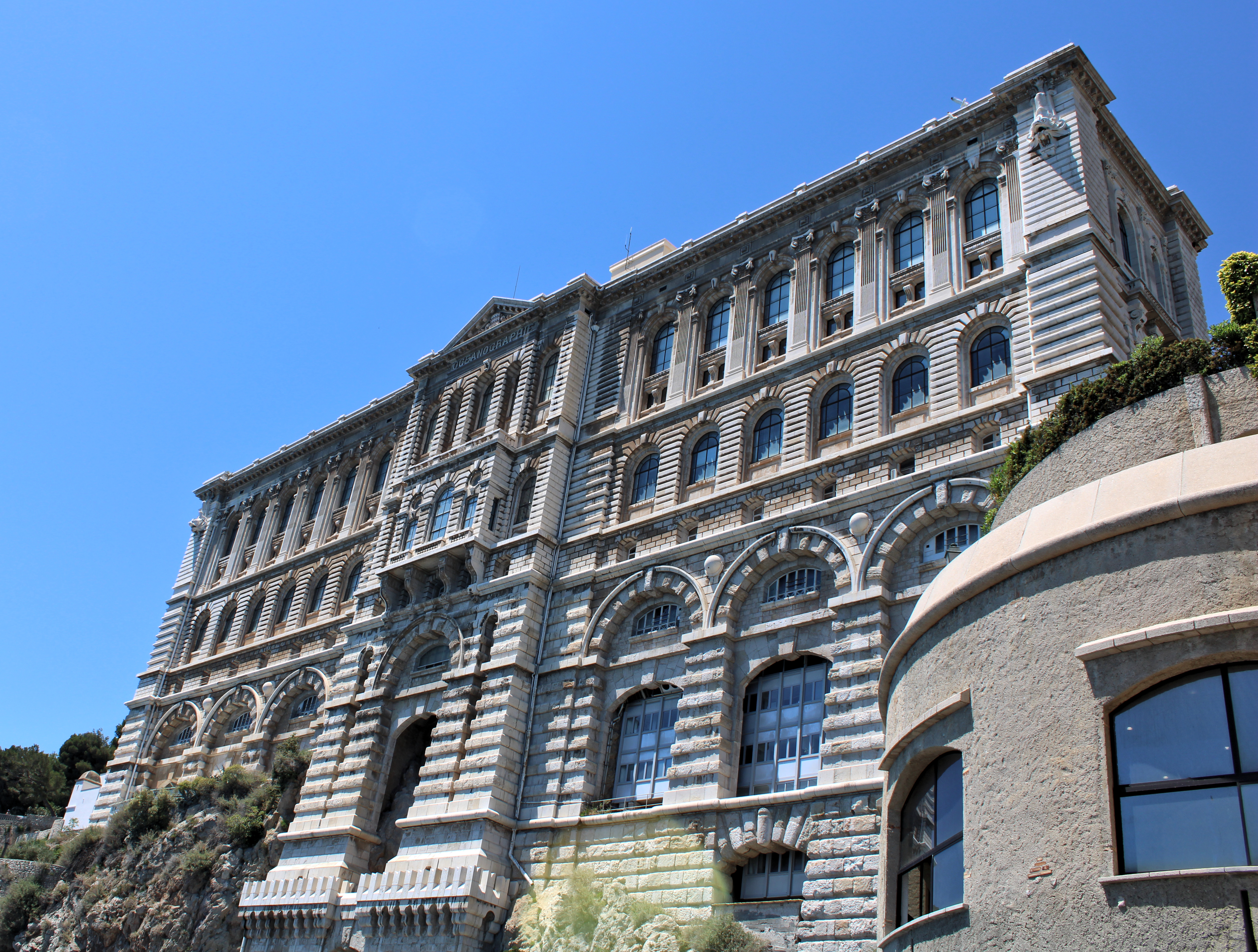
Ozeanographisches Museum